# Alexander Pines
Alexander Pines (Tel Aviv, 22 de junho de 1945 – 2 de novembro de 2024) foi um químico estadunidense nascido em Israel. Foi professor da cátedra de química Glenn T. Seaborg da Universidade da Califórnia em Berkeley, cientista sênior da divisão de ciência dos materiais do Laboratório Nacional de Lawrence Berkeley e membro do California Institute for Quantitative Biosciences (QB3).

## Vida
Nascido em 1945, cresceu na Rodésia (atualmente Zimbabwe), graduado em matemática e química na Universidade Hebraica de Jerusalém. Imigrou para os Estados Unidos em 1968, obtendo um doutorado em físico-química no Instituto de Tecnologia de Massachusetts em 1972.

## Pesquisa
Pines foi pioneiro no desenvolvimento e aplicações de espectroscopia de ressonância magnética nuclear (RMN) de amostras não líquidas. Em seus primeiros trabalhos, ele demonstrou a reversão do tempo de acoplamentos dipolo-dipolo em sistemas de spin de muitos corpos e introduziu RMN de polarização cruzada de alta sensibilidade de spins diluídos, como carbono-13 em sólidos (Espectroscopia de Indução Nuclear Aprimorada por Prótons), ajudando assim a lançar a era da RMN moderna de estado sólido em química. Ele também desenvolveu as áreas de espectroscopia quântica múltipla, pulsos de inversão sech / tanh adiabáticos, RMN de campo zero, rotação dupla e rotação de ângulo dinâmico, mapas iterativos para sequências de pulso e controle quântico e a fase geométrica quântica. Sua combinação de bombeamento óptico e polarização cruzada possibilitou observar RMN aprimorada de superfícies e o "acendimento" seletivo de RMN de solução e ressonância magnética (MRI) por meio de xenônio polarizado a laser.
Até se aposentar para o status de emérito, seu programa era composto por dois componentes complementares. O primeiro é o estabelecimento de novos conceitos e técnicas em RMN e RM, a fim de ampliar sua aplicabilidade e aumentar sua capacidade de investigar a estrutura, organização e função molecular de materiais a organismos. Exemplos de metodologias que emanam desses esforços incluem: novos métodos de polarização e detecção, RMN e RM ex-situ e móvel, RMN e RM polarizadas a laser, biossensores de RMN funcionalizados e imagens moleculares, RMN e RM SQUID de campo ultrabaixo e zero, detecção remota de RMN e RM amplificada por meio de magnetômetros a laser e miniaturização, incluindo fluxo de fluido através de materiais porosos e "química microfluídica e RMN/RM em um chip". O segundo componente de seu programa de pesquisa envolve a aplicação de tais novos métodos a problemas em química, ciência dos materiais e biomedicina.

## Morte
Pines morreu no dia 2 de novembro de 2024, aos 79 anos.